# تياغو هنريكي فرنانديز فالي
تياغو هنريكي فرنانديز فالي (بالبرتغالية: Thiago Henrique Fernandes Valle‏) المعروف باسم تياغو فالي (ولد في 25 فبراير 1998 في بيلو هوريزونتي، البرازيل) لاعب كرة قدم برازيلي يجيد اللعب في مركز حارس المرمى. يلعب حاليا لصالح البحرين البحريني منذ 2022.

## المسيرة الذاتية

### الأندية
في 1 يناير 2015 انضم تياغو إلى أتلتيكو مينيرو تحت 17 سنة البرازيلي في صفقة انتقال حر. في موسمه الأول 2015 وفي بطولة دوري الدرجة الأولى لولاية مينيرو تحت 17 سنة احتل فريقه المركز الأول في المجموعة الأولى برصيد 26 نقطة من 10 مباريات فانتقل إلى دوري البطولة السداسي حيث احتل المركز الثاني برصيد 18 نقطة من 10 مباريات بفارق 10 نقاط عن البطل كروزيرو. وفي بطولة كأس البرازيل للشباب ساهم في وصول فريقه إلى الدور الثمن النهائي عندما خسر من فلامينغو 3-9 في مجموع المباراتين.
في موسمه الثاني 2016 وفي بطولة دوري الدرجة الأولى تحت 20 سنة فشل فريقه في التأهل إلى الدور الثاني بعدما احتل المركز الرابع الأخير بدون رصيد من النقاط من 4 مباريات. وفي بطولة كأس البرازيل تحت 20 سنة ساهم في وصول فريقه إلى الدور الربع النهائي عندما خسر من سبورت ريسيفي بركلات الترجيح بعد تعادلهما 2-2 في مجموع المباراتين.
في موسمه الثالث 2017 وفي بطولة دوري الدرجة الأولى تحت 20 سنة فشل فريقه في التأهل إلى الدور الثاني بعدما احتل المركز الثالث برصيد 4 نقاط من 4 مباريات بفارق نقطة واحدة عن منطقة الصعود. وفي بطولة كأس البرازيل تحت 20 سنة ساهم في تتويج فريقه بعدما تغلب في المباراة النهائية على فلامينغو بركلات الترجيح بعد تعادلهما 1-1 في مجموع المباراتين. وفي بطولة كأس السوبر البرازيلي تحت 20 سنة خسر فريقه من كروزيرو بركلات الترجيح بعد تعادلهما 2-2 في مجموع المباراتين. وفي بطولة كأس ولاية ساو باولو تحت 19 سنة ساهم في وصول فريقه إلى الدور الثاني عندما خسر من بوتافوغو 0-3. وفي بطولة كأس ريو غراندي دو سول تحت 20 سنة ساهم في وصول فريقه إلى الدور الربع النهائي عندما خسر من إنترناسيونال 2-3.
في موسمه الرابع 2018 وفي بطولة دوري الدرجة الأولى لولاية مينيرو للشباب ساهم في احتلال فريقه المركز الثاني في الدور الأول برصيد 28 نقطة من 11 مباراة فصعد إلى الدور الثاني حيث فشل في التأهل إلى المباراة النهائية بعدما احتل المركز الثالث برصيد 17 نقطة من 10 مباريات. وفي بطولة كأس البرازيل تحت 20 سنة خرج من الجولة الأولى عندما خسر في الدور الأول من فيلا نوفا بقاعدة الأهداف خارج الأرض بعد تعادلهما 4-4 في مجموع المباراتين. وفي بطولة كأس ولاية ساو باولو تحت 19 سنة ساهم في وصول فريقه إلى الدور32 عندما خسر من أوساسكو أوداكس بركلات الترجيح.
في 1 يوليو 2018 انتقل تياغو من أتلتيكو مينيرو إلى أميريكا مينيرو تحت 23 سنة في صفقة انتقال حر. في موسمه الأول 2018 وفي بطولة دوري الدرجة الأولى تحت 23 سنة ساهم في تصدر فريقه المجموعة الأولى في الدور الأول برصيد 19 نقطة من 8 مباريات فصعد إلى الدور الثاني حيث فشل في التأهل إلى الدور النصف النهائي بعدما احتل المركز الرابع برصيد نقطة واحدة من 5 مباريات.
في 1 يناير 2019 انتقل تياغو من أميريكا مينيرو إلى غريميو أنابوليس البرازيلي في صفقة انتقال حر. في موسمه الأول 2019 وفي بطولة دوري الدرجة الأولى لولاية غوياس فشل في التأهل إلى الدور الربع النهائي بعدما احتل المركز الرابع في المجموعة الثانية برصيد 12 نقطة من 12 مباراة.
في 1 يوليو 2019 انتقل تياغو من غريميو أنابوليس إلى أنابوليس البرازيلي بنظام الإعارة حتى نهاية الموسم. في موسمه الوحيد 2019 وفي بطولة دوري الدرجة الثانية لولاية غوياس ساهم في وصول فريقه إلى الدور الربع النهائي عندما خسر من ترينيداد بركلات الترجيح. في 31 ديسمبر 2019 انتهت الإعارة وعاد تياغو إلى غريميو أنابوليس.
في موسمه الثاني 2020 وفي بطولة دوري الدرجة الأولى لولاية غوياس فشل فريقه في الصعود إلى الدور الربع النهائي عندما احتل المركز الخامس في المجموعة الثانية برصيد 14 نقطة من 12 مباراة.
في 10 أغسطس 2020 انتقل تياغو من غريميو أنابوليس إلى فارزيم البرتغالي بنظام الإعارة لمدة موسم واحد. في موسمه الوحيد 2020-2021 وفي بطولة دوري الدرجة الثانية ساهم في احتلال فريقه المركز الخامس عشر برصيد 33 نقطة من 34 مباراة بفارق نقطتين عن منطقة الهبوط. وفي بطولة كأس البرتغال ساهم في وصول فريقه إلى الدور64 عندما خسر من أكاديميكا كويمبرا 0-1. في 30 يونيو 2021 انتهت الإعارة وعاد تياغو إلى غريميو أنابوليس.
في 17 ديسمبر 2021 انتقل تياغو من غريميو أنابوليس إلى أباريسيدا البرازيلي في صفقة انتقال حر.
في 1 يناير 2022 انتقل تياغو من أباريسيدا إلى بوزو أليغري البرازيلي في صفقة انتقال حر. في موسمه الوحيد 2022 وفي بطولة دوري الدرجة الأولى لولاية مينيرو ساهم في احتلال فريقه المركز العاشر برصيد 9 نقاط من 11 مباراة بفارق الأهداف عن منطقة الهبوط. وفي بطولة كأس البرازيل ساهم في وصول فريقه إلى الدور الثاني عندما خسر من قرطبة بركلات الترجيح.
في 1 يونيو 2022 انتقل تياغو من بوزو أليغري إلى جوازيرو البرازيلي في صفقة انتقال حر.
في 1 أغسطس 2022 انتقل تياغو من جوازيرو إلى البحرين البحريني في صفقة انتقال حر.

## الإنجازات
- أتلتيكو مينيرو
  - كأس البرازيل تحت 20 سنة (1): 2017